# 나루세 유키
나루세 유키(일본어: 鳴瀬 友希, 4월 27일~)는 일본의 남성 성우이다.